# Olho d'Água das Flores
Olho d'Água das Flores is een gemeente in de Braziliaanse deelstaat Alagoas. De gemeente telt 20.555 inwoners (schatting 2009).